# Georges Vanier
Pour les articles homonymes, voir Vanier.
Georges Vanier, né le 23 avril 1888 à Montréal (Québec) et mort le 5 mars 1967 à Ottawa (Ontario), est un militaire, diplomate et homme d'État canadien, 19e gouverneur général du Canada, en fonction de 1959 à 1967.

## Biographie

### Enfance et années d'études
Georges-Philéas Vanier est né à Montréal, dans le quartier de La Petite-Bourgogne, dans « une famille de la classe moyenne animée d’une grande ferveur religieuse, où l’on parlait surtout l’anglais ». Son père est Philias Vanier et sa mère, Margaret Maloney, d'origine irlandaise. Après ses études secondaires, il étudie au Collège Loyola de Montréal, où il décroche en 1906 un baccalauréat en arts dans une discipline à contenu religieux (church devotional fellowship). Il poursuit par la suite ses études à la succursale de Montréal de l'Université Laval, dont il est diplômé en droit en 1911. La même année, il devient membre du barreau et, même s'il commence sa carrière d'avocat, il jongle avec l'idée de devenir prêtre catholique,.

### Carrière militaire
La Première Guerre mondiale survient, et Georges Vanier s'enrôle afin de combattre pour le roi et la patrie. En 1915, il est l'un des membres fondateurs du 22e bataillon du Corps expéditionnaire canadien, le bataillon canadien-français qui deviendra en 1920 le Royal 22e Régiment. Faisant preuve d'un grand courage sur les champs de bataille d'Europe, Vanier est décoré de la Croix militaire (Military Cross) en 1916 et reçoit l'Ordre du Service distingué (Distinguished Service Order - DSO) et la barrette à la Croix militaire en 1919. En 1918, lorsqu'il mène une offensive à Chérisy en France, il est gravement blessé et perd sa jambe droite. Après une longue convalescence, qu'il passe en France, puisqu'il refuse d'être évacué tant que ses compagnons soldats se battent toujours, il revient à Montréal pour y exercer le droit. Il épouse Pauline Archer le 29 septembre 1921. Le couple aura cinq enfants, soit Thérèse, Georges, Bernard, Jean et Michel.
En 1921, Georges Vanier devient aide de camp du gouverneur général le vicomte Byng de Vimy. En 1925, alors qu'il a été élevé au grade de lieutenant-colonel, il prend le commandement d'une unité qu'il connaît bien, le Royal 22e Régiment. Toutefois, il n'occupera ce poste qu'une seule année, car il sera ensuite nommé aide-de-camp du nouveau gouverneur général, le marquis de Willingdon.

### Carrière diplomatique
Sa carrière diplomatique débute en 1928 lors de sa nomination à la délégation militaire du Canada pour le désarmement auprès de la Société des Nations. En 1930, il devient secrétaire du Haut Commissaire du Canada à Londres. Il restera près d'une décennie dans la capitale britannique, et sera, pour la moitié de cette période, au service de celui qui sera son prédécesseur au poste de gouverneur général, Vincent Massey. En 1939, Vanier est nommé ministre plénipotentiaire du Canada en France. Mais l'invasion allemande l'oblige à partir. Il rejoint le Canada en 1941.
On lui confie alors à nouveau des responsabilités dans le cadre de l'effort de guerre. Il est ainsi nommé, en cette année 1941, commandant du district militaire de Québec. Puis, l'année suivante, il est promu général de division. Le gouvernement canadien l'envoie alors à Londres comme envoyé extraordinaire et ministre plénipotentiaire auprès des gouvernements en exil de Belgique, Tchécoslovaquie, Grèce, Pays-Bas, Norvège, Pologne et Yougoslavie, de même que comme représentant auprès de la France libre et ultérieurement du Conseil national de la résistance. La question des réfugiés en Europe préoccupait Vanier au plus haut point, et il tenta vainement à maintes reprises de convaincre le gouvernement canadien d'ouvrir davantage ses politiques en matière d'immigration.
En 1945, il visita le camp nazi de Buchenwald, récemment libéré. L'horreur à laquelle il est confronté renforce sa conviction qu'il faut faire davantage pour les réfugiés présents en Europe. Avec son épouse, il aide du mieux qu'il le peut ceux qui viennent à l'ambassade. Il continua, avec bien d'autres, à faire pression sur le gouvernement canadien afin que soient changées les politiques d'immigration. Avec, cette fois, un certain succès, puisque 186 000 réfugiés européens s'établirent au Canada entre 1947 et 1953.
À la suite de la libération de la France, il est nommé premier ambassadeur du Canada en France et occupe ce poste jusqu’à sa retraite en 1953. Tout en accomplissant sa mission en France, il sera le représentant du Canada aux Nations unies.

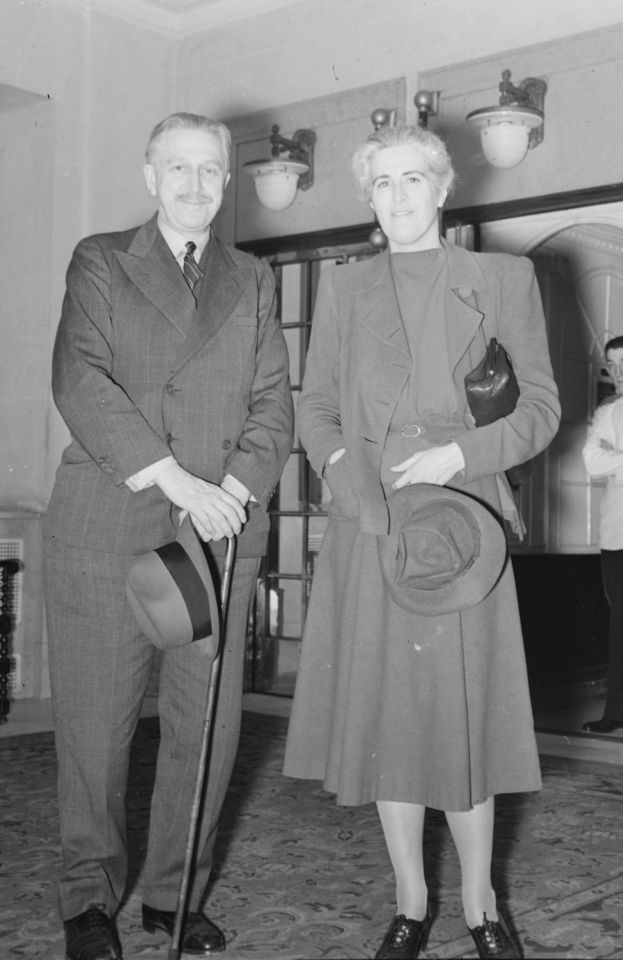
Georges Vanier et Pauline Archer en 1940.

### Gouverneur général du Canada
Georges Vanier est nommé gouverneur général le 1er août 1959. Il est le premier Québécois et le premier francophone à occuper le poste. Il succède à Vincent Massey, un anglophone. Sa désignation marque le début de l'alternance entre francophone et anglophone au poste de gouverneur général du Canada. En prenant ses fonctions à Rideau Hall, il veille à ce qu'une enseigne bilingue soit placée à l'entrée principale de la résidence. Il demande aussi à ce qu'une chapelle soit construite dans les limites de la résidence. Ces demandes reflètent deux préoccupations fondamentales dans son existence : la religion catholique et l'unité du Canada,.
Le mandat de Vanier correspond à une période marquée, sur le plan économique, par une conjoncture difficile, et sur le plan politique, par une succession de gouvernements minoritaires à l'échelon fédéral. C'est aussi, au Québec, le début de la Révolution tranquille et la naissance du mouvement indépendantiste. En tant que représentant de la monarchie canadienne et défenseur du fédéralisme canadien, Vanier est honni par les indépendantistes québécois, qui le voient comme un traître. Lors de la fête de la Saint-Jean-Baptiste de 1964, les manifestants indépendantistes l'accueillent ainsi avec des pancartes sur lesquelles on peut lire « Vanier vendu » et « Vanier fou de la Reine ».
Dans les milieux fédéralistes québécois, et dans le reste du Canada, il est vu tout autrement. Le bilinguisme de Vanier en fait une figure particulièrement apte à défendre l'unité canadienne en cette période trouble. Tout au long de son mandat, en dépit d'une santé fragile, il parcourt le pays d'un océan à l'autre afin de promouvoir, en d'innombrables discours et allocutions, la bonne-entente entre les Canadiens français et les Canadiens anglais et le bilinguisme.
Dans le cadre de ses fonctions officielles, Vanier, en compagnie de la reine Élisabeth II, assiste à l'inauguration de la Voie maritime du Saint-Laurent le 26 juin 1959. En 1965, il est présent lors du dévoilement officiel du nouveau drapeau national canadien (l'unifolié). La même année, il est nommé, de manière honorifique, à Calgary, par les tribus Pieds-Noirs, « Chef Grand Aigle ». Au cours de son mandat, il reçoit officiellement au Canada de nombreuses personnalités internationales, parmi lesquelles on compte le président américain John Kennedy et son épouse, l'empereur d'Éthiopie Haïlé Sélassié Ier, le premier ministre israélien David Ben Gourion, le chah d'Iran, et le général de Gaulle, président de la France.
En tant que Chef Scout du Canada, il cherche activement à favoriser la réussite chez les jeunes. Il crée les Prix Vanier, qui sont décernés à de jeunes Canadiens pour des réalisations exceptionnelles. « Les fortes convictions religieuses de Georges et Pauline Vanier les poussent à défendre les défavorisés, les jeunes et la famille. » Ils organisent en 1964 le Congrès canadien de la famille ; dans la foulée de cette rencontre est créé, l'année suivante, l'Institut Vanier de la famille.

### Fin de vie
En 1966, la santé de Georges Vanier est déclinante, ce qui ne l'empêche pas d'être toujours très actif. Il meurt à Rideau Hall le 5 mars 1967, à l'âge de 78 ans. Il est le deuxième gouverneur général à mourir dans l'exercice de ses fonctions depuis la Confédération. Ses funérailles ont lieu le 8 mars, en la basilique Notre-Dame, à Montréal. Il est enterré à la Citadelle de Québec, le 4 mai de la même année.

## Honneurs
- Conseil privé de la Reine pour le Canada (CP)
- Ordre du Service distingué (DSO)
- Military Cross (MC)
- Décoration des forces canadiennes (CD)

## Hommages

### Toponymies

#### Canada

##### Québec
- Vanier (Québec) est une ville nommée en son honneur, et qui est maintenant un quartier de Québec.
- Plusieurs rues de ville comme à Saguenay, Montréal, Québec, Laval, Roxboro portent le nom de Georges-Vanier.
- Le boulevard Georges-Vanier à Montréal a été nommé en son honneur.
- Le boulevard Vanier à Laval a été nommé en son honneur.
- La rue et le parc du Général-Vanier ont été nommés en son honneur. La rue en 1949 et le parc en 2010 dans la ville de Québec.
- L'île Vanier et l'île Pauline ont été nommées ainsi en l'honneur du gouverneur général et de sa femme[6].

##### Ontario
- La ville Vanier (Ontario) a été nommée en son honneur en 1969. Elle s'appelait auparavant Eastview, et est désormais intégrée à Ottawa. Ce nom est maintenant celui de ce quartier d'Ottawa, où se trouvent la promenade Vanier et le parc Richelieu Vanier.

#### France
- Le boulevard du Général Vanier à Caen a été nommé en son honneur.
- L'avenue Major-Général Georges Vanier à Troyes a été nommé en son honneur

### Circonscriptions électorales
- Vanier est une circonscription électorale qui comprend une partie de la ville de Québec.
- Vanier-Les Rivières est une autre circonscription électorale au Québec, formée sur une partie de la circonscription de Vanier.

### Lieux nommés en son honneur
- Une murale le représente, au 150, chemin Montréal, à Ottawa.

#### Éducation
- L'école secondaire Georges-Vanier à Laval a été nommée en son honneur. Elle fait partie de la Commission scolaire de Laval.
- Une autre école secondaire Georges-Vanier à Montréal a été nommée en son honneur, dans l'arrondissement de Villeray–Saint-Michel–Parc-Extension. Elle fait partie de la Commission scolaire de Montréal.
- L'école secondaire Vanier à Québec a été nommée en son honneur.
- Le Cégep anglophone Vanier College est nommée en son honneur.
- L'École primaire Georges-P.-Vanier de la Commission Scolaire Marie-Victorin à Brossard au Québec fut nommée en son honneur lors de sa construction en 1967[7].
- Plusieurs écoles francophones de l'Ontario portent le nom de Georges Vanier :
  - L'École catholique Georges Vanier (primaire) à Smooth Rock Falls (Conseil scolaire de district catholique des Grandes-Rivières dans la région du Nord-Est)[8].
  - L'École secondaire Georges-P.-Vanier à Hamilton (Conseil scolaire Viamonde)[9].
  - L'École catholique Georges P. Vanier à Windsor (Conseil scolaire de district des écoles catholiques du Sud-Ouest)[10].
- L'école secondaire anglophone de Toronto, Ontario Georges Vanier Secondary School (Toronto District School Board)[11]
- L'école secondaire Massey-Vanier de Cowansville est nommé en son nom et celui de son prédécesseur.

#### Lieux culturels et sportifs
- La bibliothèque publique Réjean-Ducharme de Montréal portait le nom de Georges-Vanier jusqu'en 2021[12].
- Un centre culturel porte son nom à Montréal dans l'arrondissement Le Sud-Ouest[12].
- Le complexe sportif Vanier situé au Collège militaire royal de Saint-Jean fut nommé en son honneur.

#### Station de métro
- Une station du métro de Montréal s'appelle Georges-Vanier.

### Religion
- La profonde spiritualité du couple vice-royal a amené l'archidiocèse catholique d'Ottawa à amorcer un processus qui pourrait aboutir un jour à leur béatification.

## Sources

### Sources bibliographiques
- Luc Bertrand, Georges Vanier, Montréal, Lidec, 1993.
- Jean Vanier, Ma faiblesse, c'est ma force : un aperçu de la vie intérieure du général Georges P. Vanier, gouverneur général du Canada de 1960 à 1967, Montréal, Éditions Bellarmin, 1992.
- Robert Speaight, Georges P. Vanier : soldat, diplomate et gouverneur général, Montréal, Fides, 1972.
- Jacques Monet, « Un couple exceptionnel : Georges et Pauline Vanier », dans Gilles Routhier, Jean-Philippe Warren, Les visages de la foi: figures marquantes du catholicisme québécois, Fides, 2003 (ISBN 2762124786 et 9782762124781, lire en ligne), p. 95-105.
- « Georges and Pauline Vanier », dans (en) Ann Ball, Faces of Holiness II : Modern Saints in Photos and Words, vol. 2, Our Sunday Visitor Publishing, 2001, 271 p. (ISBN 0-87973-409-4 et 9780879734091, lire en ligne), p. 140-146
- (fr) Jeremy Kinsman: Georges Vanier, en Bâtisseurs d'Amérique: Des canadiens français qui ont faite de l'histoire. Dir. André Pratte, Jonathan Kay. La Presse, Montréal 2016
  - (en) Legacy. How french Canadians shaped North America. McClelland & Stewart, Toronto 2016; réimpr. 2019  (ISBN 0771072392)

### Autre source
- Site officiel du gouverneur général du Canada, source principale de la première version de cet article.